# Белвил (Илиноис)
Белвил (енгл. Belleville) град је у америчкој савезној држави Илиноис. По попису становништва из 2010. у њему је живело 44.478 становника.

## Демографија
Према попису становништва из 2010. у граду је живело 44.478 становника, што је 3.068 (7,4%) становника више него 2000. године.
| Група             | 2000.          | 2010.          |
| Белци             | 33.341 (80,5%) | 30.345 (68,2%) |
| Афроамериканци    | 6.421 (15,5%)  | 11.314 (25,4%) |
| Азијати           | 336 (0,8%)     | 436 (1,0%)     |
| Хиспаноамериканци | 677 (1,6%)     | 1.163 (2,6%)   |
| Укупно            | 41.410         | 44.478         |

## Партнерски градови
- Падерборн